# Jordi Simón
Jordi Simón Casulleras (Navàs, 6 settembre 1990) è un ex ciclista su strada spagnolo.

## Palmarès

### Strada
- 2008 (Juniores, una vittoria)

3ª tappa - parte a Vuelta al Besaya (Ruiloba > Alto del Castillo, cronometro)
- 2010 (Caja Rural U23, tre vittorie)

2ª tappa Tres Días de Álava (Alegría-Dulantzi > Ozaeta)
4ª tappa Vuelta a Bidasoa (Irun > Irun)
Pentekostes Saria
- 2011 (Caja Rural U23, una vittoria)

1ª tappa Vuelta a la Comunidad de Madrid Under-23 (Robledo de Chavela > Villa del Prado)
- 2013 (Coluer Bicycles, quattro vittorie)

Prueba Loinaz
1ª tappa Vuelta Ciclista a León (Tabuyo del Monte > Molinaseca)
Classifica generale Vuelta Ciclista a León
2ª tappa Vuelta a Galicia
- 2014 (Ecuador, due vittorie)

2ª tappa Tour des Pays de Savoie (Chambéry > Passy)
3ª tappa Tour des Pays de Savoie (Morillon > Châtel)
- 2015 (Ecuador, due vittorie)

1ª tappa Troféu Alpendre Internacional do Guadiana (Tavira > Vila Nova de Cacela)
Classifica generale Troféu Alpendre Internacional do Guadiana
- 2017 (Soul Brasil, una vittoria)

1ª tappa Volta Cidade de Guarulhos (Guarulhos > Mairiporã)

#### Altri successi
- 2008 (Juniores)

Classifica a punti Vuelta al Besaya
- 2011 (Caja Rural U23)

Mémorial Agustín Sagasti
San Bartolomé Saria
- 2013 (Coluer Bicycles)

Cursa de Festa Major
- 2014 (Ecuador)

Classifica scalatori Tour des Pays de Savoie
Classifica a punti Grande Prémio Internacional de Torres Vedras-Troféu Joaquim Agostinho
Classifica scalatori Tour de l'Ain
- 2015 (Ecuador)

Classifica scalatori Troféu Alpendre Internacional do Guadiana

## Piazzamenti

### Grandi Giri
- Vuelta a España

2018: ritirato (17ª tappa)

### Competizioni mondiali
- Campionati del mondo su strada

Copenaghen 2011 - In linea Under-23: ritirato
Ponferrada 2014 - Cronosquadre: 29º

### Competizioni europee
- Campionati europei

Ankara 2010 - Cronometro Under-23: 44º
Offida 2011 - In linea Under-23: 7º